# Alfonso Gómez Pladino
Alfonso Emiliano Gómez Pladino (San Luis potosí, 31 de agosto de 1908-Ciudad de México, 10 de agosto de 1959) fue un actor de doblaje y actor y cantante mexicano. Es conocido por sus papeles en Películas de los años 40 como "Los 4 Charros" de 1944 y Jalisco de una Vida y entre otras. 
Inició el mundo del doblaje dando voz a Películas como Fun and fancy Free al personaje de Charlie McCarthy en su doblaje hasta el reemplazo y también de películas como Make Mine Music y otras y siendo que dio voz a serie de Hanna Barbera y siendo su última vez a la serie Pluddie and Billy and Friends. 

## Biografía y Carrera
Nació en San Luis Potosí el 31 de agosto de 1908, siendo el cuarto hijo del matrimonio de Francisco Pladino y María Gabriela «Charrita Dalita» Gómez. Durante el inicio de la Revolución, su familia se mudó a Argentina, regresando a México al finalizar en 1920. Continuó sus estudios en la Ciudad de México, donde conoció a quien luego sería su amigo, Edmundo Santos.
En 1926, tuvo su primera audición como narrador de radio, narrando historias hasta 1943. Durante este tiempo, prestó su voz al personaje del segmento número 10 de la película «Make Mine Music». Al año siguiente, interpretó a Charlie McCarthy en «Fun and Fancy Free», y luego a Juanito Manzanas en «Ritmo y Melodía».
En 1949, participó en la película «La Marcha del Amor» de Pedro Infante. Su carrera de doblaje se retomó a principios de los años 50, destacándose en películas como «Más de lo Haya» y «Alma Triste» en 1951. A mediados de la década, volvió a la actuación, interpretando a Luis «La Mirada del Diablillo» junto a Agustín de Anda, y en películas como «La Mañana del Siglo» (1955) y «Enamorada de Sí Mismo» (1956). Tuvo un breve cameo en «Pablo y Carolina» (1957). En 1958, encarnó a Luis en la película «El Charrillo del Salto». Al año siguiente, regresó al doblaje con «La Bella Durmiente», prestando su voz a los secuaces de Maléfica.

## Fallecimiento
Murió el 10 de agosto de 1959, justo antes de cumplir 51 años. Falleció mientras hacía el doblaje del personaje de Walggie en «Pluddie and Billy and Friends». Su funeral se llevó a cabo el 17 de agosto de 1959 y sus restos descansan en el Panteón Jardín.

## Filmografía
- 1946 Make Mine Music
- 1947 Fun and Fancy Free
- 1948 Melody Time
- 1951 Alma Triste del amor
- 1953 Pepe el toro
- 1954 La Mirada del diablillo
- 1955 La Mañana del siglo
- 1956 Enamorado de sí mismo
- 1957 Pablo y Carolina
- 1958 El Charrillo del salto
- 1959 La Bella Durmiente